# Adelphotectonica reevei
Adelphotectonica reevei är en snäckart som först beskrevs av Sylvanus Charles Thorp Hanley 1862.  Adelphotectonica reevei ingår i släktet Adelphotectonica och familjen Architectonicidae. Inga underarter finns listade i Catalogue of Life.